# Duračka reka
Duračka reka (mak. Дурачка река), je mala rijeka na sjeveroistoku Republike Makedonije, lijevi pritok Krive reke.
Duračka reka izvire ispod vrha Kostadinci, na istočnom dijelu Osogovskih planina, i teče prema sjeveru. Kod istoimenog sela Duračka reka, prima vode Staneške reke, koja izvire ispod Carevog vrha na Osogovskim planinama. Rijeka se nakon svog kratkog toka od svega 15 km uliva u Krivu reku kod gradića Kriva Palanka.
Po Duračkoj reci, zove se i čitav taj dio sjeveroistočne Makedonije; uključivo i tokove Staneške i Kozje reke.